# 学研都市連絡道路
学研都市連絡道路（がっけんとしれんらくどうろ）は、大阪府門真市から京都府木津川市山城町に至る延長約20 kmの一般国道163号バイパス（地域高規格道路）である。
当道路のうち、大阪府四條畷市から奈良県生駒市に至る延長11.8 kmが「清滝生駒道路」として事業化されているほか、拡幅事業も行われている（後述）。

## 沿革[1]
- 1985年8月 : 都市計画決定される。
- 1986年 : 事業化される。
- 1991年7月17日 : 清滝生駒道路のうち、清滝トンネルなど延長1.7 kmが暫定供用される。
- 1994年2月28日 : 清滝生駒道路のうち、清滝トンネルより東側の区間の一部（延長0.7 km）が暫定供用される。
- 1998年6月 : 地域高規格道路計画路線に指定される。
- 1999年9月 : 清滝生駒道路のうち、東中野交差点と中野ランプの区間が暫定供用される。
- 2000年12月 : 地域高規格道路整備区間に指定される。
- 2002年8月 : 清滝生駒道路のうち、中野ランプと清滝ランプの区間が供用される。
- 2006年3月31日 : 清滝生駒道路のうち、東中野交差点と清滝ランプの区間が両側4車線に拡幅される。
- 2013年11月29日 : 清滝生駒道路のうち、下田原西ランプと下田原ランプの区間が暫定供用される[2]。
- 2014年2月15日 : 清滝第二トンネル開通。
- 2014年3月19日 : 清滝生駒道路のうち、清滝トンネルとその前後の区間（延長1.7 km）が両側4車線に拡幅される[3]。

## 事業区間ごとの概要

### 清滝生駒道路
清滝生駒道路（きよたきいこまどうろ）は、大阪府四條畷市から奈良県生駒市に至る延長11.8 kmの道路である。大阪府内の区間を「清滝区間」、奈良県内の区間を「生駒区間」として事業化されている。なお、前者については一部区間が供用されているが、後者は供用されていない。

#### 清滝生駒道路の要目[4]

##### 清滝区間
- 区間 : 大阪府四條畷市中野 - 同市下田原（奈良県境）
- 延長 : 5.3 km（現道6.1 km）
- 規格 : 第3種2級
- 設計速度 : 60 km/h
- 車線数 : 両側4車線（登坂部5車線）

##### 生駒区間
- 区間 : 奈良県生駒市北田原町（大阪府境） - 同市鹿畑町（京都府境）
- 延長 : 5.7 km
- 規格 : 第3種第2級
- 設計速度 : 60 km/h
- 車線数 : 両側4車線

#### インターチェンジなど

##### 清滝区間
- 東中野交差点 - 大阪府道20号枚方富田林泉佐野線と交差する。
- 中野ランプ - 忍ヶ丘駅前中津川線（打上バイパス）と交差する[5]。
- 南野北ランプ
- 城ランプ
- 清滝ランプ - 旧国道と連絡。
- 清滝第一トンネル - 延長1,110 m・清滝第二トンネル - 延長1,116 m
- 下田原西ランプ - 旧国道と連絡。
- 下田原ランプ
- 下田原東ランプ - 計画中

##### 生駒区間
未供用。

### 精華拡幅
精華拡幅（せいかかくふく）は、国道163号のうち京都府相楽郡精華町（奈良県境）と同府木津川市の区間（延長4.6 km）で行われている道路拡幅事業である。このうち、精華町内の区間については学研都市連絡道路の一部と位置づけられているほか、優先的に整備する区間とされる。1990年に事業化、総事業費は約224億円。
当初は現道の拡幅事業として計画され、全線が平面交差となっていた。その後、地域高規格道路に指定されたことにより連続立体交差で計画されたが、規格の構造用件緩和とともに事業の見直しが行われ、単独立体交差として検討されている。当事業により、休日の特定時間帯を中心に発生することおよび、全国平均に比べて割合が高い大型車通行による渋滞緩和に寄与するとされているほか、約2割の区間にわたり整備されていない歩道の整備による安全確保が期待されている。
精華町内の乾谷大崩 - 乾谷金堀間（延長0.7 km）が2023年3月31日に開通した。
京奈和自動車道の山田川ICと交差する。

#### 精華拡幅の要目
- 区間 : 京都府相楽郡精華町柘榴（奈良県境） - 同府木津川市相楽
- 延長 : 3.5 km （事業区間の総延長は4.6 km）
- 規格 : 第3種第2級
- 設計速度 : 60 km/h
- 車線数 : 両側4車線